# Comuna de Pisz
Pisz (polaco: Gmina Pisz) é uma gminy (comuna) na Polónia, na voivodia de Vármia-Masúria e no condado de Piski. A sede do condado é a cidade de Pisz.
De acordo com os censos de 2004, a comuna tem 27 103 habitantes, com uma densidade 42,7 hab/km².

## Área
Estende-se por uma área de 634,8 km², incluindo:
- área agricola: 28%
- área florestal: 45%

## Demografia
Dados de 30 de Junho 2004:
|                      | Total   | Total | Mulheres | Mulheres | Homens  | Homens |
| -------------------- | ------- | ----- | -------- | -------- | ------- | ------ |
|                      | pessoas | %     | pessoas  | %        | pessoas | %      |
| População            | 27 103  | 100   | 13 609   | 50,4     | 13 494  | 49,8   |
| Densidade (pop./km²) | 42,7    | 100   | 21,4     | 21,4     | 21,3    | 21,3   |

De acordo com dados de 2002, o rendimento médio per capita ascendia a 1251,21 zł.

## Subdivisões
- Babrosty, Bogumiły, Borki, Ciesina, Hejdyk, Imionek, Jagodne, Jeglin, Jeże, Kałęczyn, Karpa, Karwik, Kocioł, Kocioł Duży, Kociołek Szlachecki, Kwik, Liski, Łupki, Łysonie, Maldanin, Maszty, Pietrzyki, Pilchy, Pogobie Średnie, Rakowo, Rakowo Piskie, Rostki, Snopki, Stare Guty, Stare Uściany, Szczechy Małe, Szczechy Wielkie, Szeroki Bór Piski, Trzonki, Turośl, Turowo, Turowo Duże, Wąglik, Wiartel, Zawady, Zdory, Zdunowo.

## Comunas vizinhas
- Biała Piska, Kolno, Łyse, Orzysz, Mikołajki, Rozogi, Ruciane-Nida, Turośl